# Palacio
Palacio is een wijk (barrios) in de Spaanse hoofdstad Madrid. Het is de grootste van de zes wijken die samen het district Centro vormen. In deze wijk zijn het Koninklijk Paleis van Madrid, het Koninklijk Theater van Madrid, de oude Moorse wijk en kelders, het Plaza de la Villa, een deel van het Madrid van de Habsburgse monarchie (el Madrid de los Austrias), en de La Latina wijk.